# Mull Hill
 (février 2010).
Si vous disposez d'ouvrages ou d'articles de référence ou si vous connaissez des sites web de qualité traitant du thème abordé ici, merci de compléter l'article en donnant les références utiles à sa vérifiabilité et en les liant à la section « Notes et références ».
Le Mull Hill (aussi dénommé Meayll Hill ou The Mull) est une petite colline située à l'extrémité méridionale de l'île de Man, à proximité du village de Cregneash (en), et dont la vue s'étend sur la petite ville côtière de Port Erin, sur la péninsule de Meayll.

## Toponymie
Le mot mull signifie « chauve » en mannois.

## Cromlech
La colline abrite un cromlech (cercle de pierres) de 18 mètres de diamètre, daté du Néolithique et appelé le cercle de Mull ou le cercle de Meayll. Celui-ci fut mis au jour en 1911 et complètement dégagé en 1971.